# Oryzopsis chinensis
Oryzopsis chinensis är en gräsart som beskrevs av Albert Spear Hitchcock. Oryzopsis chinensis ingår i släktet Oryzopsis och familjen gräs. Inga underarter finns listade i Catalogue of Life.